# Фрідріх Генте
Фрідріх Генте (нім. Friedrich Genthe; 25 липня 1873, Грімма — 26 січня 1946, спецтабір НКВС №1, Мюльберг) — німецький офіцер, генерал-лейтенант вермахту.

## Біографія
22 квітня 1892 року вступив в Саксонську армію, служив в кавалерії. Учасник Першої світової війни. Після демобілізації армії залишений в рейхсвері. 29 лютого 1928 року звільнений у відставку.
1 грудня 1939 року переданий в розпорядження вермахту і призначений командиром дивізії №445, 12 січня 1940 року — №412. 25 жовтня 1940 року відправлений в резерв ОКГ. З 10 лютого 1941 року — комендант табору для полонених офіцерів IV B в фортеці Кенігштайн. 27 квітня 1942 року знову відправлений в резерв ОКГ. 31 березня 1943 року звільнений у відставку. 20 листопада 1945 року викрадений НКВС. Помер в ув'язненні.

## Звання
- Фенріх запасу (22  квітня 1892)
- Фенріх (24 листопада 1892)
- Другий лейтенант (25 червня 1893)
- Лейтенант (1 січня 1899)
- Оберлейтенант (20 квітня 1900)
- Ротмістр (16 квітня 1907)
- Майор (1 грудня 1914)
- Оберстлейтенант (29 січня 1921)
- Оберст (1 лютого 1925)
- Генерал-майор запасу (29 лютого 1928)
- Генерал-майор до розпорядження (1 вересня 1940)
- Генерал-лейтенант до розпорядження (1 грудня 1941)

## Нагороди
- Орден Червоного орла 4-го класу
- Орден Корони (Пруссія) 4-го класу
- Залізний хрест 2-го і 1-го класу
- Військовий орден Святого Генріха, лицарський хрест
- Орден Альберта (Саксонія), лицарський хрест 1-го класу з мечами
- Орден «За військові заслуги» (Баварія) 4-го класу з короною і мечами
- Хрест «За військові заслуги» (Австро-Угорщина) 3-го класу з військовою відзнакою
- Королівський орден дому Гогенцоллернів, лицарський хрест з мечами
- Медаль «За вислугу років» (Саксонія)
- Почесний хрест ветерана війни з мечами
- Хрест Воєнних заслуг 2-го класу з мечами